# Achillea
Achillea es un género de plantas de alrededor de 650 especies descritas y unas 150 aceptadas, perteneciente a la familia Asteraceae, comúnmente se las conoce como milenrama. Son naturales de Europa y regiones templadas de Asia. Algunas crecen en Norteamérica. Sus hojas son peludas y aromáticas.

## Descripción
Herbáceas perennes y subarbustivas. Presentan hojas alternas, raramente enteras, generalmente dentadas pinnatisectas, en ocasiones vermiformes. Los capítulos generalmente se disponen en densos corimbos, raramente solitarios, pedunculados a subsésiles, radiados o raramente discoideos.
Flores liguladas femeninas, fértiles, con limbo blanco, amarillo o rosa; tubo más o menos aplanado. Flósculos hermafroditas, fértiles; corola con cinco lóbulos, blanca, amarilla o rosada. Aquenios obovoides, dorsiventralmente aplanados, con dos laterales y raramente una costilla adicional adaxial; ápice marginalmente redondeado; pericarpo con células mixogénicas en las costillas, con o sin sacos resiníferos longitudinales. El número cromosómico básico es x= 9.

## Taxonomía
El género fue descrito por Carlos Linneo y publicado en Species Plantarum 2: 896. 1753. La especie tipo es: Achillea millefolium L
Etimología
Achillea nombre genérico nombrado en honor de Aquiles. Se ha indicado también que el nombre, más específicamente, proviene de la guerra de Troya, donde Aquiles curó a muchos de sus soldados y al propio rey Télefo, rey de Micenas, utilizando el poder que la milenrama tiene para detener las hemorragias.

## Especies
- Achillea abrotanoides
- Achillea ageratifolia
- Achillea ageratum
- Achillea albicaulis
- Achillea aleppica
- Achillea ambrosiaca
- Achillea armenorum
- Achillea asplenifolia
- Achillea atrata L. - genipi negro[5]
- Achillea aucheri
- Achillea barbeyana
- Achillea barrelieri
- Achillea biebersteinii
- Achillea brachyphylla
- Achillea bulgarica
- Achillea cartilaginea
- Achillea chrysocoma
- Achillea clavennae
- Achillea clusiana
- Achillea clypeolata
- Achillea coarctata
- Achillea collina
- Achillea cretica
- Achillea crithmifolia
- Achillea cucullata
- Achillea decolorans = Achillea ageratum

- Achillea depressa
- Achillea distans

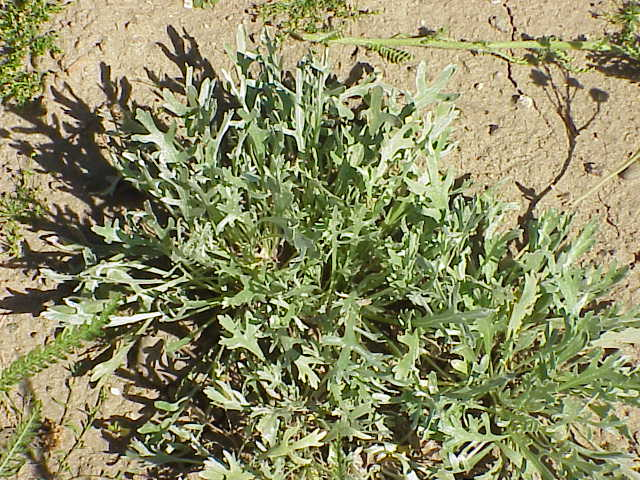
Achillea clavenae.

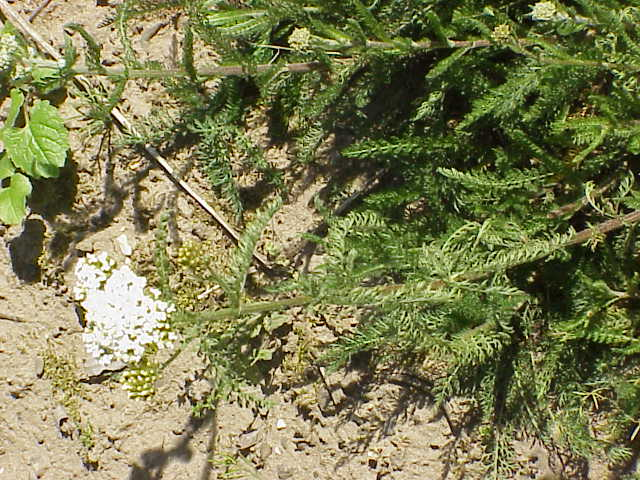
Achillea asplenifolia.

- Achillea erba-rotta - genepi verdadero[5]
- Achillea falcata
- Achillea filipendulina
- Achillea fraasii
- Achillea fragantissima
- Achillea lewisii
- Achillea goniocephala
- Achillea grandiflora
- Achillea griseovirens
- Achillea gypsicola
- Achillea holosericea

- Achillea horanszkyi
- Achillea huteri
- Achillea kelleri
- Achillea kotschyi
- Achillea lanulosa
- Achillea ligustica
- Achillea lingulata
- Achillea macrophylla
- Achillea membranacea
- Achillea micrantha
- Achillea millefolium
- Achillea mongolica = Achillea sibirica
- Achillea monocephala
- Achillea moschata

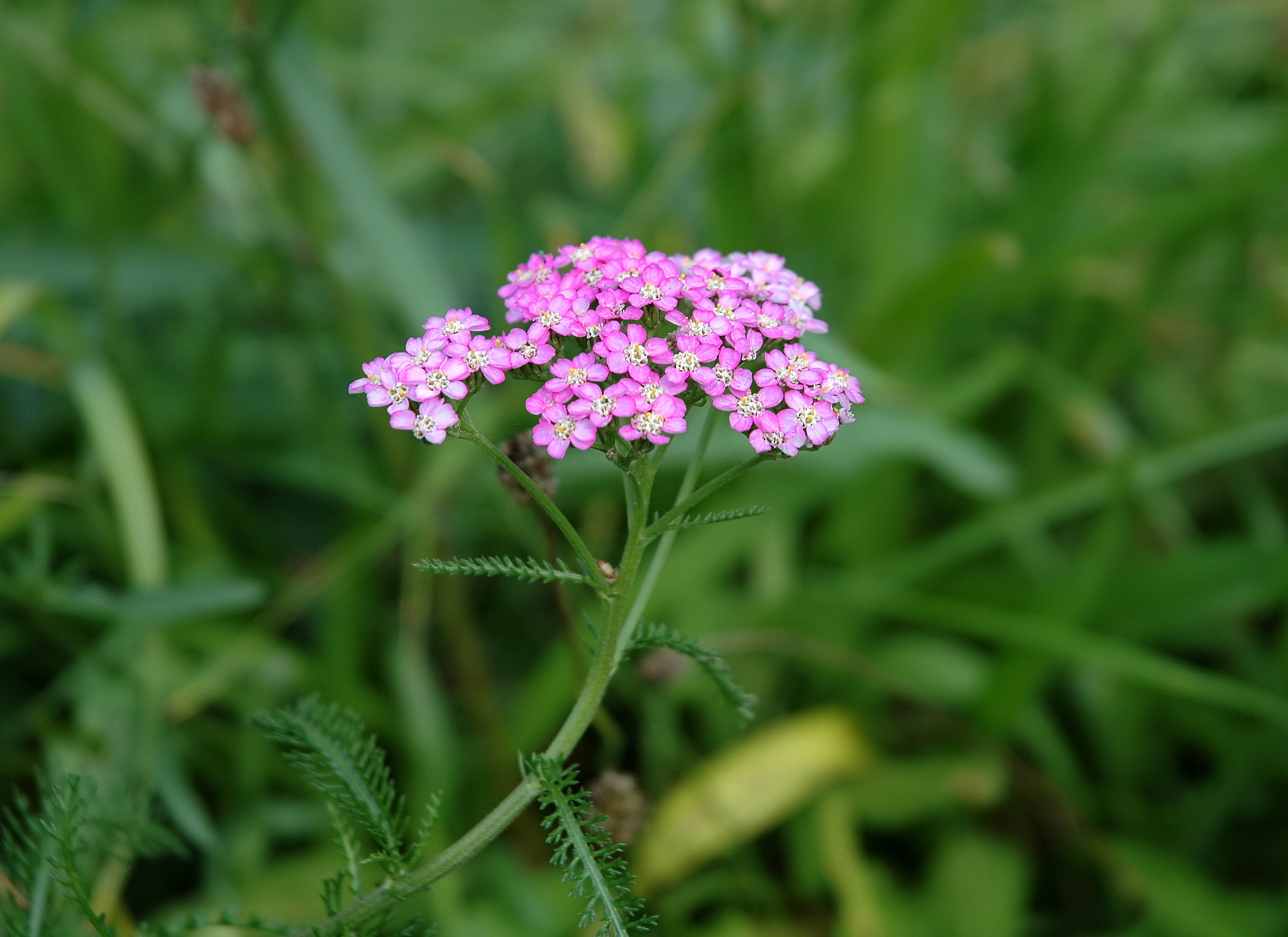
Achillea millefolium violeta.

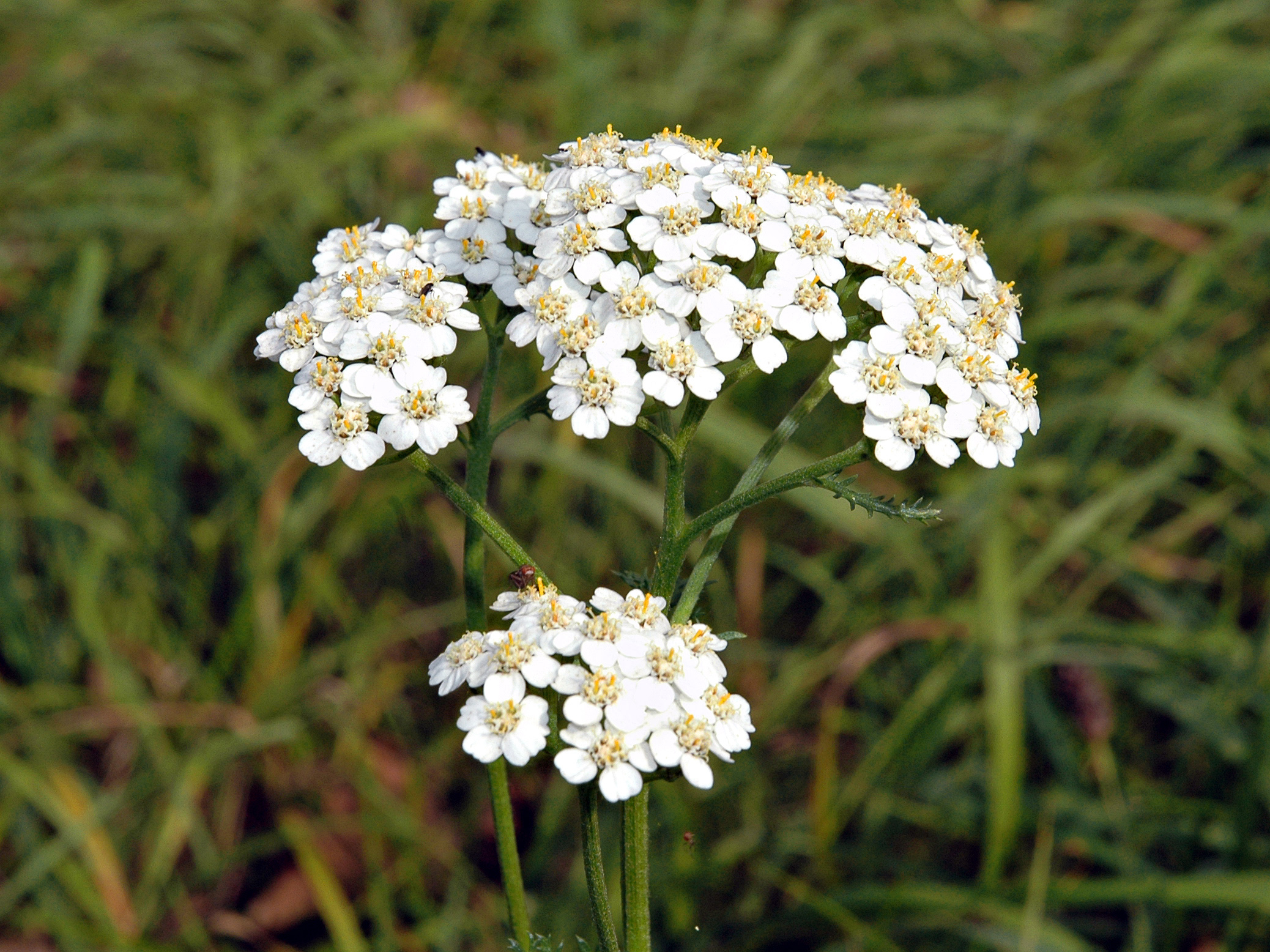
Achillea millefolium con flores blancas.

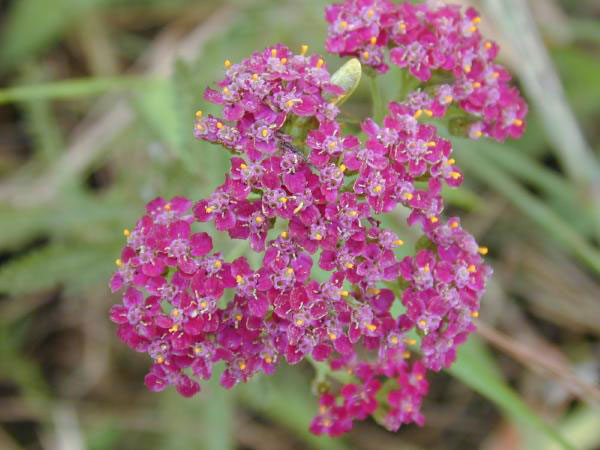
Achillea millefolium.

- Achillea nana L. - genipi blanco, genipi espurio.[5]
- Achillea nobilis
- Achillea ochroleuca
- Achillea odorata - Camomila
- Achillea oxyloba
- Achillea oxyodonta
- Achillea pannonica
- Achillea phrygia
- Achillea ptarmica - tármica,[5] botón de plata

- Achillea pyrenaica
- Achillea roseo-alba
- Achillea rupestris
- Achillea santolina
- Achillea schischkinii
- Achillea sedelmeyeriana
- Achillea setacea
- Achillea sibirica
- Achillea sintenisii
- Achillea sipikorensis

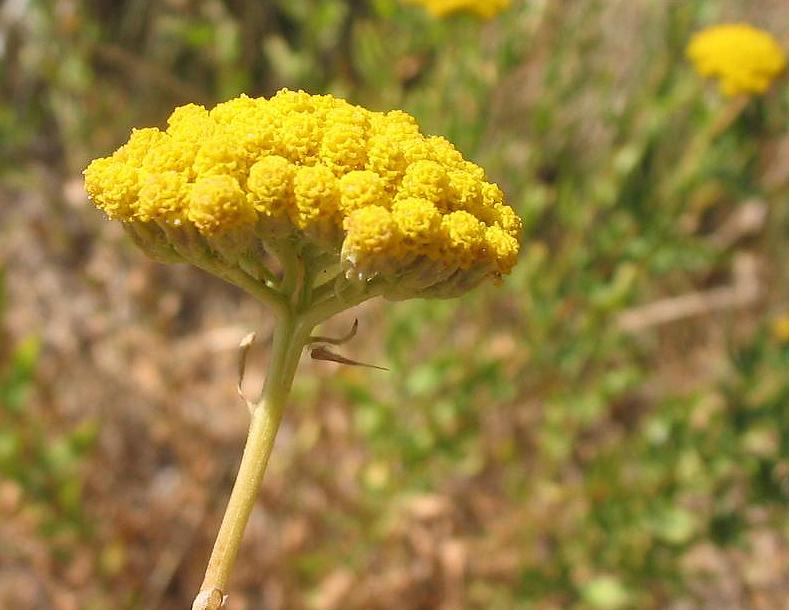
Corimbo de capítulos de Achillea ageratum.

- Achillea sudetica = Achillea millefolium alpestris
- Achillea sulpherea
- Achillea talagonica
- Achillea taygetea

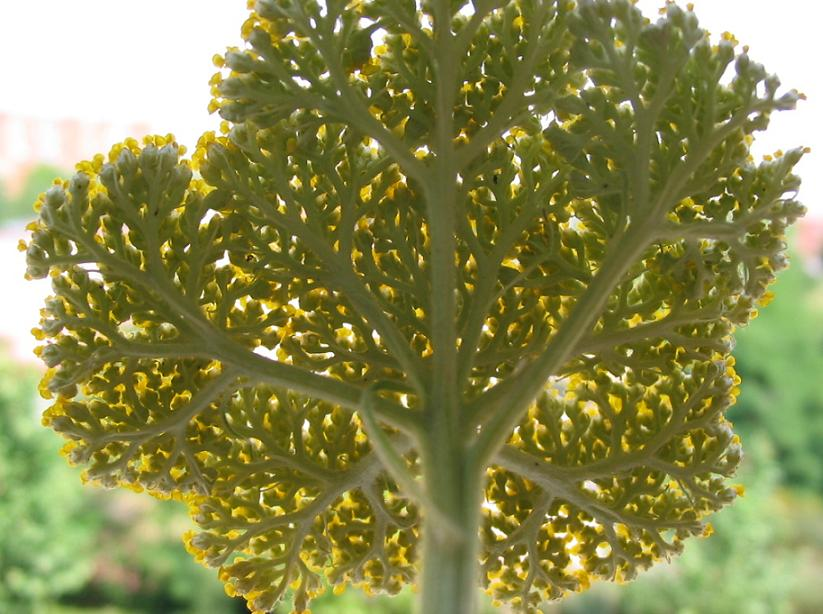
Detalle del corimbo de Achillea filipendula.

- Achillea tenuifolia = Achillea millefolium millefolium
- Achillea tomentosa
- Achillea tzsonii
- Achillea umbellata
- Achillea vermicularis
- Achillea vermiculata
- Achillea virescens
- Achillea wilhelmsii
- Achillea wilsoniana

## Fitoquímica, farmacognosia y quimiotaxonomía
La presencia de alcamidas con porciones de amida cíclica está confinada a la tribu Anthemideae, siendo las especies de Achillea en las que más abundan estos compuestos tanto en pirrolididos como en piperididos. Además de las isobutilamidas, este género se caracteriza por la abundancia de amidas de anillos insaturados en 5 y en 6. La acumulación de amidas con patrones olefínicos y acetilénicos le confiere un distintivo a esta familia. Estas amidas por regla general se acumulan en las partes subterráneas.